# Scombrops gilberti
Scombrops gilberti is een straalvinnige vissensoort uit de familie van gnoomvissen (Scombropidae). De wetenschappelijke naam van de soort werd voor het eerst geldig gepubliceerd in 1901 door Jordan & Snyder.